# Le Ravissement de Lol V. Stein
Pour les articles homonymes, voir Ravissement.
Le Ravissement de Lol V. Stein est un roman de Marguerite Duras paru en 1964 aux éditions Gallimard. Parmi les romans les plus célébrés de la romancière, il est une variation littéraire autour de la vie imaginée d'une femme, vue à travers les yeux d'un homme qui émet des hypothèses et invente des possibilités narratives.
Le roman fait partie du "Cycle indien" de l'auteur.

## Résumé
Survenant dans un cercle fermé de trois personnes, un couple et la figure centrale Lola Valérie Stein, le roman évolue dans un environnement extrêmement restreint, autour de peu d'éléments factuels tangibles. L’histoire de Lola Valérie Stein est racontée par l’homme qui l’aime, Jacques Hold, et qui est le dernier amant de sa meilleure amie Tatiana Karl. Démuni d'informations concrètes sur la vie de la femme qu’il aime, il se rattache à quelques faits : il sait que Lol et Tatiana étaient de grandes amies au collège, il sait que Lol a été fiancée à Michael Richardson, il connaît la scène du bal à T. Beach, celle où Anne-Marie Stretter a ravi le fiancé de Lol, le mariage de Lol V. avec Jean Bedford, ses trois enfants et ses dix ans de vie à U. Bridge, son retour à S. Tahla et enfin ses retrouvailles avec son amie Tatiana qui sont aussi sa rencontre avec elle, qui marque le glas de sa relation amoureuse avec Tatiana.
Il fait des hypothèses et invente la vie de Lola V. Stein. Ses inventions composent le roman. La mise en roman débute par cette révélation : pour comprendre la femme qu’il aime et sa propre relation à elle, il lui faut inventer la vie de Lol V. De nombreuses fois, dans le cours même du roman, il décrit une situation, il pose la question de la suite comme une énigme, il fait le choix d’une solution et indique très clairement sa décision de développer l’histoire dans ce sens.

### Adaptations
- Le Ravissement de Lol V. Stein par Fanny Ardant, livre audio, éditions Frémeaux, 2000, rééd. 2010.
- Le Ravissement de Lol V. Stein, mise en scène de Patrice Douchet et Dominique Journet, Le Carré, Château-Gontier, 2009.